# Дамбис, Интарс
Интарс Дамбис (латыш. Intars Dambis, 3 сентября 1983, Гулбене) — латвийский бобслеист, выступающий за сборную Латвии с 2002 года. Чемпион Европы, обладатель бронзовой медали чемпионата мира, неоднократный победитель и призёр национальных первенств, различных этапов Кубка мира и Европы.

## Биография
Интарс Дамбис родился 3 сентября 1983 года в городе Гулбене, Латвия. Активно заниматься спортом начал уже с юных лет, а в 2002 году решил попробовать себя в бобслее, прошёл отбор в национальную команду и присоединился к ней в качестве разгоняющего. Первое время выступал лишь на второстепенных менее значимых соревнованиях, в Кубке мира дебютировал в декабре 2004 года на трассе в немецком Альтенберге, в составе экипажа Яниса Минина финишировал восемнадцатым в двойках. Год спустя в четырёхместном экипаже Гатиса Гутса впервые поучаствовал в заездах взрослого чемпионата мира, однако эти состязания в канадском Калгари прошли для спортсмена не очень удачно, он занял лишь двадцать четвёртое место. В течение двух последующих сезонов на этапах мирового кубка их команда с трудом попадала в двадцатку сильнейших, улучшение же результатов произошло в 2007 году, когда на отдельных этапах им удалось занять девятое, седьмое и пятое места, а на трассе американского Парк-Сити со своей четвёркой они немного не дотянули до призовых мест, финишировав четвёртыми.
На мировом первенстве в швейцарском Санкт-Морице Дамбис вновь выступил неудачно — двадцатое место в двойках и восемнадцатое в четвёрках, зато на чемпионате Европы 2008 года в итальянской Чезане в зачёте четырёхместных экипажей выиграл золото. Эта медаль также стала первой для него на Кубке мира. Череда успешных выступлений продолжилась уже через неделю, когда их команда взяла вторую золотую награду подряд, кроме того, спортсмены убедительнее проехали на чемпионате мира, показав в программе четвёрок седьмое время. Они пробились в элиту мирового бобслея и вплоть до 2009 года претендовали на медали на всех крупнейших международных стартах, в том числе выиграли бронзу на мировом первенстве в Лейк-Плэсиде. Однако затем в карьере Дамбиса наступил некоторый спад, вызванный уходом Минина, спортсмен выступал в основном на менее престижном Кубке Европы и в конце концов присоединился к экипажу Эдгара Маскаланса.
В январе 2011 года Интарс Дамбис одержал победу на этапе Кубка мира в Санкт-Морице, а в феврале съездил на чемпионат мира в немецкий город Кёнигсзее, где занял тринадцатое место с двойкой и девятое с четвёркой. Потом наступил ещё один спад, но к мировому первенству 2012 года в Лейк-Плэсиде их команда всё же успела набрать достаточное количество рейтинговых очков, в итоге они финишировали пятнадцатыми в двухместном экипаже и шестыми в четырёхместном.